# Discinella terrestris
Discinella terrestris är en svampart som först beskrevs av Berk. & Broome, och fick sitt nu gällande namn av Dennis 1958. Discinella terrestris ingår i släktet Discinella och familjen Helotiaceae.   Inga underarter finns listade i Catalogue of Life.